# Lijst van voetbalinterlands Guinee-Bissau - Mozambique
Deze lijst van voetbalinterlands is een overzicht van alle officiële voetbalwedstrijden tussen de nationale teams van Guinee-Bissau en Mozambique. De landen speelden tot op heden vier keer tegen elkaar. De eerste ontmoeting, een kwalificatiewedstrijd voor de Afrika Cup 2019, werd gespeeld op 8 september 2018 in Maputo. Het laatste duel, een kwalificatiewedstrijd voor de Afrika Cup 2025, vond plaats Bissau op 19 november 2024.

## Wedstrijden
| № | Plaats | Datum             | Competitie                   | Wedstrijd                  | Uitslag |
| - | ------ | ----------------- | ---------------------------- | -------------------------- | ------- |
| 1 | Maputo | 8 september 2018  | Afrika Cup 2019 kwalificatie | Mozambique − Guinee-Bissau | 2 − 2   |
| 2 | Bissau | 23 maart 2019     | Afrika Cup 2019 kwalificatie | Guinee-Bissau − Mozambique | 2 − 2   |
| 3 | Maputo | 10 september 2024 | Afrika Cup 2025 kwalificatie | Mozambique − Guinee-Bissau | 2 − 1   |
| 4 | Bissau | 19 november 2024  | Afrika Cup 2025 kwalificatie | Guinee-Bissau − Mozambique | 1 − 2   |

## Samenvatting
| Competitie              | Totaal gespeeld | Winst Guinee-Bissau | Gelijk | Winst Mozambique | Doelsaldo Guinee-Bissau – Mozambique |
| ----------------------- | --------------- | ------------------- | ------ | ---------------- | ------------------------------------ |
| Afrika Cup-kwalificatie | 4               | 0                   | 2      | 2                | 6 − 8                                |
| Totaal                  | 4               | 0                   | 2      | 2                | 6 − 8                                |

FFGB · 
Guinee-Bissaus vrouwenelftal
Interlands
Tegenstander:
Algerije ·
Angola ·
Benin ·
Botswana ·
Burkina Faso ·
Centraal-Afrikaanse Republiek ·
Congo-Brazzaville ·
Djibouti ·
Egypte ·
Equatoriaal-Guinea ·
Ethiopië ·
Gabon ·
Gambia ·
Ghana ·
Guinee ·
Ivoorkust ·
Kaapverdië ·
Kameroen ·
Kenia ·
Liberia ·
Mali ·
Marokko ·
Mauritanië ·
Mozambique ·
Namibië ·
Nigeria ·
Oeganda ·
Sao Tomé en Principe ·
Senegal ·
Sierra Leone ·
Soedan ·
Swaziland ·
Togo ·
Zambia ·
Zuid-Afrika
FMF · 
A-internationals · 
Mozambikaans vrouwenelftal
1970 – 1979 · 
1980 – 1989 · 
1990 – 1999 · 
2000 – 2009 · 
2010 – 2019 ·
2020 − 2029
Afrika Cup 1986 · 
Afrika Cup 1996 · 
Afrika Cup 1998 · 
Afrika Cup 2010
Algerije ·
Angola ·
Benin ·
Botswana ·
Burkina Faso ·
Centraal-Afrikaanse Republiek ·
Comoren ·
Congo-Brazzaville ·
Congo-Kinshasa ·
Egypte ·
Eritrea ·
Ethiopië ·
Gabon ·
Ghana ·
Guinee ·
Guinee-Bissau ·
Ivoorkust ·
Kaapverdië ·
Kameroen ·
Kenia ·
Lesotho ·
Libië ·
Madagaskar ·
Malawi ·
Mali ·
Marokko ·
Mauritanië ·
Mauritius ·
Namibië ·
Niger ·
Nigeria ·
Oeganda ·
Oman ·
Portugal ·
Rwanda ·
Senegal ·
Seychellen ·
Soedan ·
Somalië ·
Swaziland ·
Tanzania ·
Togo ·
Tunesië ·
Vietnam ·
Zambia ·
Zimbabwe ·
Zuid-Afrika ·
Zuid-Soedan